# Glas Bheinn (Islay)
Glas Bheinn ist der zweithöchste Berg auf der schottischen Hebrideninsel Islay. Die 472 m hohe Erhebung befindet sich nahe der Ostküste der Insel etwa drei Kilometer westlich des Kaps McArthur’s Head und zehn Kilometer südlich des Fährhafens Port Askaig. Im Umkreis von sechs Kilometern befinden sich mit Beinn na Caillich, Sgorr nam Faoileann, Beinn Bheigeir, Beinn Bhàn und Beinn Uraraidh fünf weitere Berge. Zwischen Glas Bheinn und dem benachbarten Beinn Bheigir liegt der See Loch Allallaidh, aus dem einer der Quellflüsse des Laggan abfließt.
Glas Bheinn liegt in einem dünnbesiedelten Teil der Insel, weshalb auch keine Straßen zu dem Berg führen. Es sind jedoch Wanderrouten zu dem Berg beschrieben, die auch die umliegenden Gipfel miteinschließen. Vom Gipfel aus bietet sich ein Panorama über die umliegenden Gipfel, den Islay-Sund mit der Südwestküste der Nachbarinsel Jura sowie die Bucht Proaig Bay.